# Caobangia squamata
Caobangia squamata là một loài thực vật có mạch trong họ Polypodiaceae. Loài này được A.R. Sm. & X.C. Zhang mô tả khoa học đầu tiên năm 2002.